# Festivali i Këngës 52
Festivali i Këngës 52 var den 52:a årliga upplagan av musiktävlingen Festivali i Këngës. Tävlingen kom att, som i tidigare upplagor, hållas i december. Den första semifinalen hölls den 26 december, följt av den andra dagen därpå. Finalen gick av stapeln den 28 december 2013. Tävlingen organiserades av Radio Televizioni Shqiptar (RTSH) som hade bekräftat att tävlingen, likt den gjort sedan 2003, kom att fungera som Albaniens uttagning till Eurovision Song Contest följande år. Vann gjorde sångerskan Hersiana Matmuja med låten "Zemërimi i një natë".

## Upplägg
Tävlingen kom att hållas över tre kvällar i december månad. De två semifinalerna hölls den 26 och 27 december följt av tävlingens final den 28:e. Samtliga 16 bidrag kom att gå vidare till tävlingens final. Antalet bidrag i detta års upplaga av tävlingen var det minsta sedan den blev landets uttagning till Eurovision Song Contest år 2003. Tävlingen kom fortsatt att fungera som Albaniens uttagning till Eurovision Song Contest följande vår. Bidragen i festivalen framfördes live tillsammans med RTSH:s orkester och playback var förbjudet. Som sedan 1989 kom detta års upplaga att hållas i Pallati i Kongreseve (kongresspalatset) i centrala Tirana.

### Regler
Bidrag till tävlingen kunde skickas in till RTSH mellan den 8 och 9 oktober. Senare samma månad valde en jury ut de bidrag som kom att få delta i tävlingen. Man fick in cirka 40 bidrag till tävlingen där 16 valdes ut att tävla.
För att få skicka in sitt bidrag var åtta regler tvungna att efterföljas:
1. Låten måste vara fullständig och inspelad på en CD-skiva.
2. Låtens text måste vara färdigställd.
3. Framförande artist måste bifoga bild.
4. Artisterna får enbart delta med ett bidrag per person.
5. Artisten måste vara över 16 år gammal.
6. En kompositör får enbart ha med en låt i tävlingen.
7. En låtskrivare får enbart ha med två låtar i tävlingen.
8. Artisten eller upphovsmannen måste skicka in bidraget mellan den 8 och 9 oktober 2013 till RTSH:s studio i Tirana.

### Jury och personal
Tävlingens personal presenterades vid en presskonferens i Tirana 7 november. Likt tidigare år kom Shpëtim Saraçi att vara artistisk direktör och detta år tillsammans med kompositören Edmond Zhulali. Dirigenten och musikern Alfred Kaçinari innehade rollen som musikproducent. Petrit Bozo var tävlingens regissör och återkom till denna roll efter 14 års uppehåll då han ledde tävlingen år 1998 och 1999. Alda Bida var tävlingens scenproducent. Scenograf var Adnan Kastrati.
Likt tidigare kom man att använda sig av 7 jurymedlemmar. Dessa avslöjades den 21 december vid en presskonferens.
1. Agim Krajka (kompositör)
2. Aleksandër Lalo (kompositör)
3. Hajg Zaharian (kompositör)
4. Petrit Malaj (skådespelare, rektor vid Akademisë së Arteve të Bukura)
5. Eriona Rushiti (musikforskare)
6. Xhevair Spahiu (låtskrivare)
7. Bojken Lako (singer-songwriter)

Tävlingens programledare var Enkel Demi som även var värd för tävlingen året dessförinnan. Ursprungligen skulle modellen Diellza Kolgeci varit värd tillsammans med Demi men 10 dagar innan tävlingens början hoppade Kolgeci av uppdraget efter ett bråk med RTSH-direktören Martin Leka. Dagar efter Kolgecis avhopp meddelades att man hittat tre ersättare: modellerna Xhesika Berberi och Marinela Meta samt skådespelerskan Klea Huta kom att stå värdar för tävlingen tillsammans med Demi.
Vid tävlingen kom man även att ha fyra bakgrundssångare, två män och två kvinnor. Männen var barytonsolisten Armando Likaj samt solisten Bledi Polena. Kvinnorna bestod av sopranen Enkelejda Kamani samt solisten Megi Laska.

## Deltagare
I början på november släppte RTSH namnen på de 16 deltagarna i 2013 års Festivali i Këngës. Dessa hade valts ut av omkring 40 inskickade bidrag. Vid presentationen av artisterna meddelade RTSH att detta års festival kom att bestå av två semifinaler med 8 artister i varje semifinal (26 och 27 december 2013). I semifinalerna kom deltagarna att presentera sina bidrag samt framföra en historisk låt från Festivali i Këngës tillsammans med ytterligare en känd albansk artist. Samtliga 16 bidrag kom att ta sig vidare till tävlingens final. Antalet deltagare i detta års upplaga av tävlingen var det minsta sedan den blev landets uttagning till Eurovision Song Contest år 2003.
Två tidigare Eurovision-deltagare återkom detta år till tävlingen: Luiz Ejlli vann Festivali i Këngës 44 (2005) med låten "Zjarr e ftohtë" samt Frederik Ndoci som vann Festivali i Këngës 45 (2006) med låten "Balada e gurit".
Ursprungligen skulle sångerskan Savjana Vjerdha, deltagare i den första upplagan av X Factor Albania, ha framfört bidraget "Vetëm për ty" tillsammans med Edmond Mancaku men hon ersattes i slutet på november av sångerskan Entela Zhula. Innan den andra semifinalen ersattes sångaren Orges Toçe, som skulle ha deltagit med låten "Jeta në orën 4" (livet klockan fyra) av gruppen Na med "Jehona".
| Artist                             | Låt                     | Översättning       | Text / Musik                          |
| ---------------------------------- | ----------------------- | ------------------ | ------------------------------------- |
| Besiana Mehmeti och Shkodran Tolaj | "Jam larg"              | Jag är långt bort  | Vullnet Ibraimi                       |
| Blerina Braka                      | "Mikja ime"             | Min vän            | Gramoz Kozeli                         |
| Frederik Ndoci                     | "Një ditë shprese"      | En hoppfull dag    | Agim Doçi / Frederik Ndoci            |
| Hersiana Matmuja                   | "Zemërimi i një natë"   | En natts ilska     | Jorgo Papingji / Genti Lako           |
| Klodian Kaçani                     | "Me ty"                 | Med dig            | Florian Zyka / Klodian Qafoku         |
| Luiz Ejlli                         | "Kthehu"                | Kom tillbaka       | Sokol Marsi / Marjan Deda             |
| Lynx                               | "Princesha"             | Prinsessan         | Lynx                                  |
| Marjeta Billo                      | "Ti mungon"             | Du saknas          | Florian Zyka / Lambert Jorganxhi      |
| Na                                 | "Jehona"                | Eko                | Enis Mullaj                           |
| Renis Gjoka                        | "Mjegulla"              | Dimma              | Renis Gjoka                           |
| Rezarta Smaja                      | "Në zemër"              | I hjärtat          | Sokol Marsi                           |
| Sajmir Braho                       | "Grua"                  | Fru                | Sajmir Braho / Endri Sina             |
| Entela Zhula och Edmond Mancaku    | "Vetëm për ty"          | Bara för dig       | Alma Meraj / Edmond Mancaku           |
| Venera Lumani och Lind Islami      | "Natë e parë"           | Första natten      | Olti Curri / Endrit Shani             |
| Xhejn och Enxhi Kumrija            | "Kur qielli qan"        | När himlen gråter  | Xhejn Kumrija / Xhejn & Enxhi Kumrija |
| Xhejsi Jorgaqi                     | "Ëndërrat janë ëndërra" | Drömmar är drömmar | Xhejsi Jorgaqi                        |

### Återkommande artister
Följande artister hade deltagit i tävlingen en eller fler gånger efter att Festivali i Këngës blev Albaniens uttagning till Eurovision Song Contest (sedan år 2003). Flest deltaganden hade Sajmir Braho som deltagit fem gånger sedan 2003. Tre artister hade näst flest att ha deltagit fyra gånger sedan 2003: Hersiana Matmuja, Edmond Mancaku samt Entela Zhula. Både Matmuja och Zhula hade deltagit i tävlingens samtliga upplagor sedan 2010.

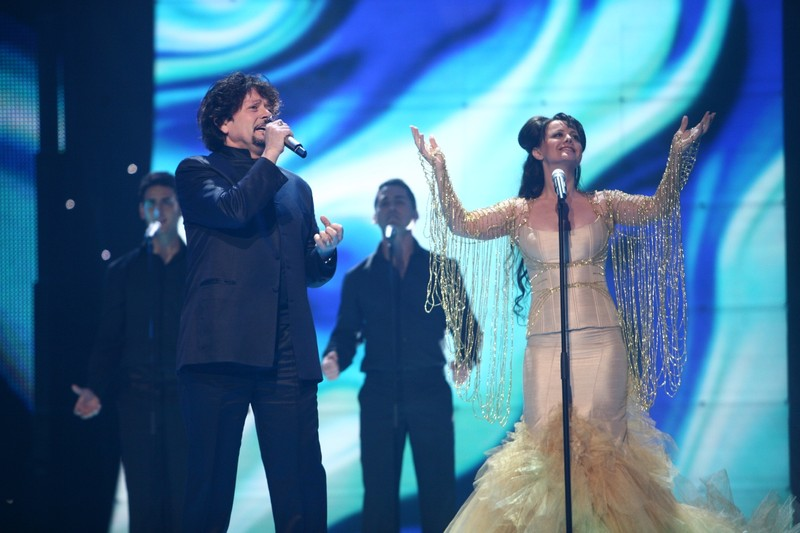
Frederik Ndoci (här med Aida Dyrrah) vann tävlingen 2006.

| Artist                  | Tidigare år                  | Placering (Vid tidigare tillfällen) | Placering (2013) |
| ----------------------- | ---------------------------- | ----------------------------------- | ---------------- |
| Frederik Ndoci          | 2006, 2011                   | 1, 14                               | 5                |
| Hersi                   | 2006, 2010, 2011, 2012       | 10, 11, 14, 3                       | 1                |
| Luiz Ejlli              | 2004, 2005                   | 2, 1                                | 10               |
| Lynx                    | 2012                         | 14                                  | 15               |
| Marjeta Billo           | 2008, 2010, 2011             | 5, UT, 14                           | 11               |
| Na                      | 2012                         | UT                                  | =7               |
| Rezarta Smaja           | 2012                         | 7                                   | =7               |
| Sajmir Braho            | 2003, 2004, 2006, 2010, 2011 | UT, opl., 13, 3, 3                  | 3                |
| Edmond Mancaku          | 2003, 2005, 2006, 2010       | opl., UT, UT, UT                    | 14               |
| Xhejn och Enxhi Kumrija | 2012                         | 13                                  | 6                |
| Xhejsi Jorgaqi          | 2010                         | 4                                   | 16               |
| Besiana Mehmeti         | 2004, 2006, 2007             | UT, 15, UT                          | 13               |
| Entela Zhula            | 2005, 2010, 2011, 2012       | opl., UT, UT, UT                    | 14               |

## Semifinaler
Semifinalerna hölls den 26 och 27 december 2013 i Pallati i Kongreseve i Tirana. De 16 deltagarna kom först att framföra sia egna tävlingsbidrag och därefter framföra en duett av en annan låt med en annan känd albansk artist. Semifinalerna kom att ledas av Enkel Demi tillsammans med Marinela Meta och Xhesika Berberi.

### Semifinal 1
Den första semifinalen hölls 26 december 2013. Programledare var Enkel Demi tillsammans med modellerna Xhesika Berberi och Marinela Meta. Öppningsakten i semifinalen kom att genomföras av vinnarna av Festivali i Këngës 51, Bledar Sejko och Adrian Lulgjuraj som framförde låten "Identitet". Semifinalen öppnades av Rezarta Smaja som framför sitt bidrag först och avslutades av den åttonde sångerskan Hersiana Matmuja (Hersi). Samtliga artister kom även att framföra en duettversion av ett tidigare Festivali i Këngës-bidrag tillsammans med en tidigare Festivali i Këngës-deltagare.
| Tävlingsbidrag | Tävlingsbidrag                  | Tävlingsbidrag        | Duett                | Duett                                                                 |
| Nr             | Artist                          | Låt                   | Duettpartner         | Låt (originalartist, år)                                              |
| -------------- | ------------------------------- | --------------------- | -------------------- | --------------------------------------------------------------------- |
| 1              | Luiz Ejlli                      | "Kthehu"              | Mira Konçi           | "I thuaj jo" (Ardit Gjebrea, 1994)                                    |
| 2              | Rezarta Smaja                   | "Në zemër"            | Elton Deda           | "Vjeshta" (Redon Makashi, 2002)                                       |
| 3              | Edmond Mancaku och Entela Zhula | "Vetëm për ty"        | Altin Goçi           | "S'ma njohe zemrën" (Bashkim Alibali, 1988)                           |
| 4              | Venera Lumani och Lind Islami   | "Natë e parë"         | Olta Boka            | "Jeta nuk është lodër" (Albërie Hadërgjonaj, 1996)                    |
| 5              | Xhejn och Enxhi Kumrija         | "Kur qielli qan"      | Redon Makashi        | "Shi bie në Tiranë" (Fitnete Tuda, 1996)                              |
| 6              | Renis Gjoka                     | "Mjegulla"            | Kejsi Tola           | "Më dhe dritë nga syri yt" (Irma Libohova, 1979)                      |
| 7              | Blerina Braka                   | "Mikja ime"           | Kamela Islami        | "Zhgënjimi" (Alma Bektashi, 1996)                                     |
| 8              | Hersi                           | "Zemërimi i një natë" | Endri & Stefi Prifti | "Ma ke prish gjumin e natës" (Sabri Fejzullahu och Ledina Çelo, 1999) |

### Semifinal 2
Den första semifinalen inleddes med att låten "Fëmija i parë", Festivali i Këngës första vinnarlåt, spelades av RTSH-orkestern. Den andra semifinalen presenterades, liksom i den första, av Enkel Demi tillsammans med Xhesika Berberi och Marinela Meta. Musikgruppen Na inledde semifinalen sedan de ersatt Orges Toçe. Semifinalen avslutades av en annan musikgrupp, Lynx.

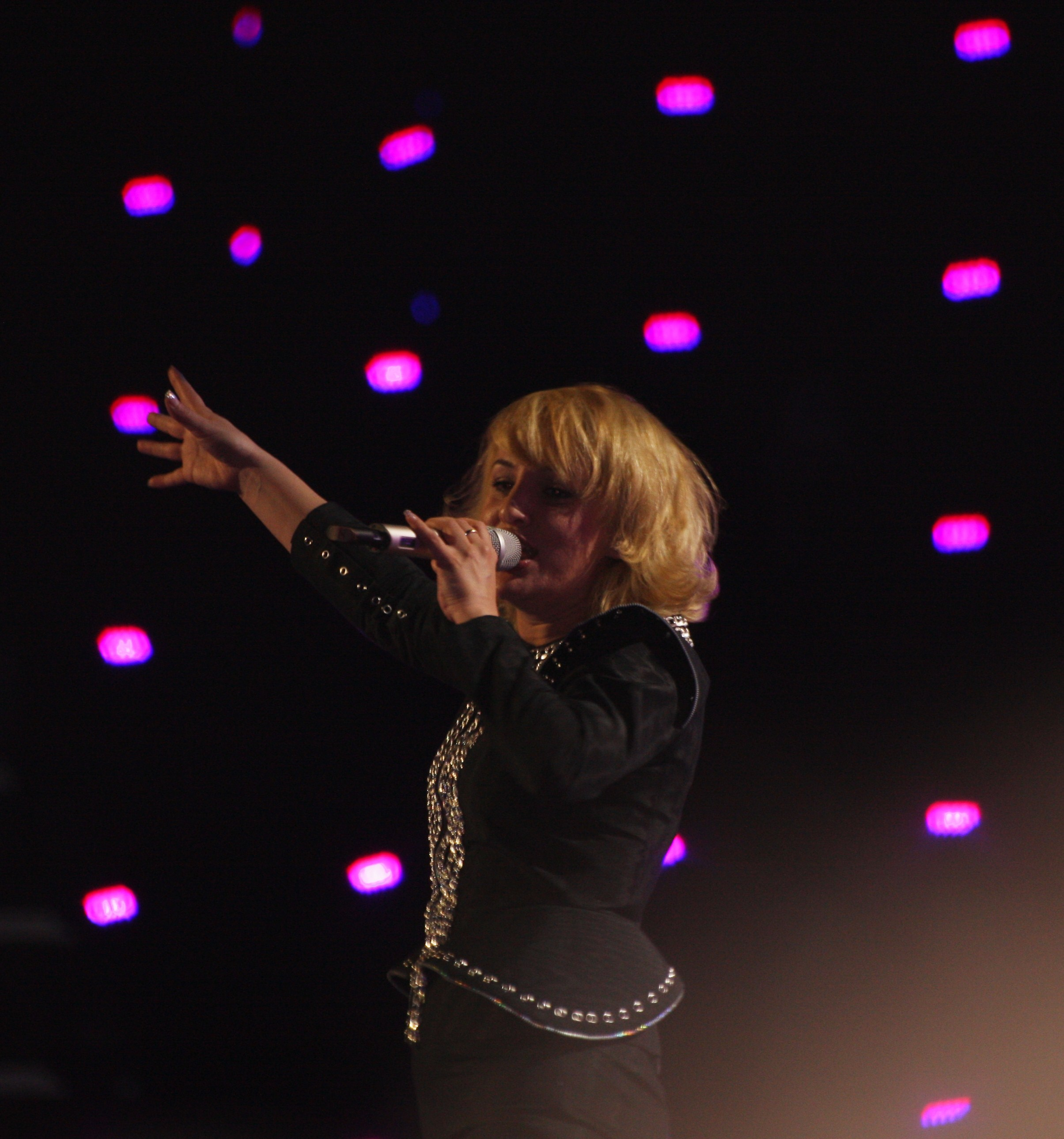
Juliana Pasha framträdde i en duett tillsammans med Marjeta Billo.

| Tävlingsbidrag | Tävlingsbidrag                     | Tävlingsbidrag          | Duett           | Duett                                                  |
| Nr             | Artist                             | Låt                     | Duettpartner    | Låt (originalartist, år)                               |
| -------------- | ---------------------------------- | ----------------------- | --------------- | ------------------------------------------------------ |
| 1              | Na                                 | "Jehona"                | Kozma Dushi     | "Gjeologës" (Redon Makashi, ?)                         |
| 2              | Marjeta Billo                      | "Ti mungon"             | Juliana Pasha   | "Dashuria e parë" (Anita Bitri, 1990)                  |
| 3              | Xhejsi Jorgaqi                     | "Ëndërrat janë ëndërra" | Eranda Libohova | "Gezimin njerzve u a shtoj" (Liliana Kondakçi, 1981)   |
| 4              | Klodian Kaçani                     | "Me ty"                 | Rovena Dilo     | "Rrjedh në këngë e ligjërime" (Vaçe Zela, 1980)        |
| 5              | Frederik Ndoci                     | "Një ditë shpresë"      | Irma Libohova   | "Shqipëri o vendi im" (Avni Mula och Ema Qazimi, 1978) |
| 6              | Besiana Mehmeti och Shkodran Tolaj | "Jam larg"              | Myfarete Laze   | "A do të vish (Alo, Alo, Alo)" (Luan Zhegu, 1987)      |
| 7              | Sajmir Braho                       | "Grua"                  | Flaka Krelani   | "Ti ecën në shi" (Aleksandër Gjoka, 1993)              |
| 8              | Lynx                               | "Princesha"             | Eneda Tarifa    | "Jemi emri i vetë jetës" (Tingulli i Zjarrtë, 1990)    |

## Final
Finalen hölls den 30 december 2013 i Pallati i Kongreseve. De 16 artisterna tog sig samtliga till finalen där de än en gång framför sina tävlingsbidrag. Vinnaren, som fick tävla i Eurovision Song Contest 2014, utsågs av en jury. Vann gjorde Hersiana Matmuja med "Zemërimi i një natë". Matmuja vann med den största segermarginalen sedan röstningen blev offentlig 2006. Den danska vinnaren av Eurovision Song Contest 2013, Emmelie de Forest kom att uppträda i finalens mellanakt. Vinnaren av The Voice of Italy 2013, Elhaida Dani, kom även hon att framträda i finalen. Programledare var Enkel Demi tillsammans med skådespelerskan Klea Huta.

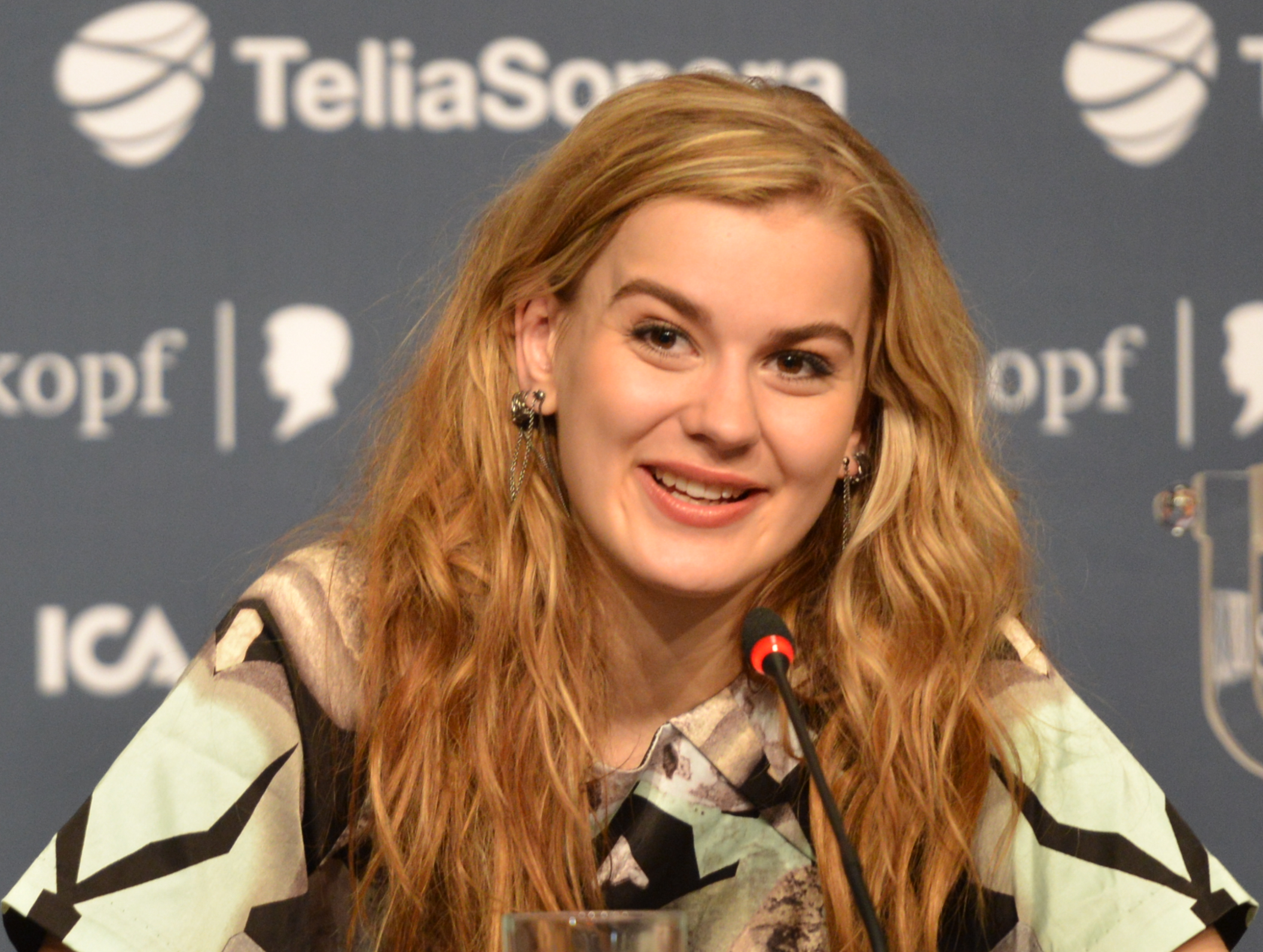
Emmelie de Forest, vinnare av Eurovision Song Contest 2013, kom att uppträda i tävlingens final.

| Nr | Artist                             | Låt                     | Poäng | Plats |
| -- | ---------------------------------- | ----------------------- | ----- | ----- |
| 1  | Hersiana Matmuja                   | "Zemërimi i një natë"   | 69    | 1     |
| 2  | Besiana Mehmeti och Shkodran Tolaj | "Jam larg"              | 12    | 13    |
| 3  | Luiz Ejlli                         | "Kthehu"                | 20    | 10    |
| 4  | Frederik Ndoci                     | "Një ditë shpresë"      | 33    | 5     |
| 5  | Na                                 | "Jehonë"                | 25    | 7     |
| 6  | Klodian Kaçani                     | "Me ty"                 | 45    | 2     |
| 7  | Venera Lumani och Lindi Islami     | "Natë e parë"           | 37    | 4     |
| 8  | Blerina Braka                      | "Mikja ime"             | 16    | 12    |
| 9  | Xhejsi Jorgaqi                     | "Ëndërrat janë ëndërra" | 0     | 16    |
| 10 | Xhejn och Enxhi Kumrija            | "Kur qielli qan"        | 28    | 6     |
| 11 | Lynx                               | "Princesha"             | 6     | 15    |
| 12 | Marjeta Billo                      | "Ti mungon"             | 18    | 11    |
| 13 | Sajmir Braho                       | "Grua"                  | 40    | 3     |
| 14 | Rezarta Smaja                      | "Në zemër"              | 25    | 7     |
| 15 | Edmond Mancaku och Entela Zhula    | "Vetëm për ty"          | 10    | 14    |
| 16 | Renis Gjoka                        | "Mjegulla"              | 22    | 9     |

### Röstningsresultat
|           |                                    | Domare  |             |            |          |           |         |    |    |
| Totalt    | A. Krajka                          | A. Lalo | H. Zaharjan | E. Rushiti | P. Malaj | X. Spahiu | B. Lako |    |    |
| Deltagare | Hersiana Matmuja                   | 69      | 8           | 12         | 7        | 8         | 10      | 12 | 12 |
| Deltagare | Klodian Kaçani                     | 45      | 7           | 6          | 12       | 0         | 12      | 0  | 8  |
| Deltagare | Sajmir Braho                       | 40      | 0           | 5          | 10       | 5         | 8       | 7  | 5  |
| Deltagare | Venera Lumani och Lind Islami      | 37      | 10          | 10         | 3        | 10        | 4       | 0  | 0  |
| Deltagare | Frederik Ndoci                     | 33      | 5           | 8          | 8        | 4         | 7       | 0  | 1  |
| Deltagare | Xhejn och Enxhi Kumrija            | 28      | 4           | 4          | 0        | 7         | 0       | 6  | 7  |
| Deltagare | Rezarta Smaja                      | 25      | 12          | 7          | 6        | 0         | 0       | 0  | 0  |
| Deltagare | Na                                 | 25      | 0           | 0          | 0        | 12        | 2       | 1  | 10 |
| Deltagare | Renis Gjoka                        | 22      | 1           | 3          | 2        | 6         | 1       | 3  | 6  |
| Deltagare | Luiz Ejlli                         | 20      | 0           | 0          | 5        | 2         | 5       | 8  | 0  |
| Deltagare | Marjeta Billo                      | 18      | 3           | 0          | 4        | 0         | 6       | 2  | 3  |
| Deltagare | Blerina Braka                      | 16      | 6           | 0          | 0        | 0         | 0       | 10 | 0  |
| Deltagare | Besiana Mehmeti och Shkodran Tolaj | 12      | 0           | 2          | 0        | 1         | 0       | 5  | 4  |
| Deltagare | Edmond Mancaku och Entela Zhula    | 10      | 2           | 1          | 0        | 3         | 0       | 4  | 0  |
| Deltagare | Lynx                               | 6       | 0           | 0          | 1        | 0         | 3       | 0  | 2  |
| Deltagare | Xhejsi Jorgaqi                     | 0       | 0           | 0          | 0        | 0         | 0       | 0  | 0  |

### 12-poängare
| Antal | Artist           | Bidrag                | Slutplacering |
| ----- | ---------------- | --------------------- | ------------- |
| 3     | Hersiana Matmuja | "Zemërimi i një natë" | 1             |
| 2     | Klodian Kaçani   | "Me ty"               | 2             |
| 1     | Rezarta Smaja    | "Në zemër"            | =7            |
| 1     | Na               | "Jehonë"              | =7            |

### Fotnoter
1. 1 2  Jiandani, Sanjay (7 oktober 2013). ”Albania: Festivali i Këngës 2013 dates announced” (på engelska). Esctoday. http://www.esctoday.com/68903/albania-festival-kenges-dates-announced-final-december-22/.
2. 1 2 3 4  Sahiti, Gafurr (26 december 2013). ”Tonight: Festivali i Këngës 52 kicks off” (på engelska). Esctoday. http://www.esctoday.com/72877/tonight-festivali-i-kenges-52-kicks-off/.
3. 1 2  Mile, Alma (13 december 2013). ”Fituesja e Eurosong 2013, kumbarja e Festivalit në RTSH” (på albanska). Panorama. Arkiverad från originalet den 14 december 2013. https://web.archive.org/web/20131214233301/http://www.panorama.com.al/2013/12/13/fituesja-e-eurosong-2013-kumbarja-e-festivalit-ne-rtsh/.
4. ↑  Sahiti, Gafurr (20 december 2013). ”Albania: Emmelie de Forest to perform at Festivali i Këngës 52” (på engelska). Esctoday. http://www.esctoday.com/72607/albania-emmelie-de-forest-perform-festivali-kenges-52/.
5. ↑  Jiandani, Sanjay (15 juli 2013). ”Albania: RTSH confirms participation in Eurovision 2014” (på engelska). esctoday. http://www.esctoday.com/66949/albania-rtsh-confirms-participation-in-eurovision-2014/.
6. ↑  Omeljantjuk, Olena (28 december 2013). ”Herciana Matmuja wins Festivali i Këngës!” (på engelska). EBU. http://www.eurovision.tv/page/news?id=herciana_matmuja_wins_festivali_i_kenges.
7. 1 2 3 4 5  ”Konferencë për shtyp” (på albanska). RTSH. 1 november 2013. Arkiverad från originalet den 2 december 2013. https://web.archive.org/web/20131202224305/http://www.festivali-rtsh.al/artikull_03.html.
8. 1 2  Sahiti, Gafurr (14 september 2013). ”Albania: RTSH calls for songs, deadline 9th of October” (på engelska). Esctoday. http://www.esctoday.com/68043/albania-rtsh-call-songs-deadline-9th-october/.
9. ↑  Sahiti, Gafurr (21 december 2013). ”Albania: Festivali i Këngës 52, jury names revealed” (på engelska). Esctoday. http://www.esctoday.com/72728/albania-festivali-kenges-52-jury-names-revealed/.
10. ↑  ”Zbulohet juria dhe drejtuesit e festivalit të Këngës në RTSH”. NOA. 21 december 2013. Arkiverad från originalet den 23 december 2013. https://web.archive.org/web/20131223055742/http://www.noa.al/artikull/zbulohet-juria-dhe-drejtuesit-e-festivalit-te-kenges-ne-rtsh/385229.html.
11. ↑  ”Diellza Kolgeci e Enkel Demi prezantojnë Festivalin e RTSH-së” (på albanska). Koha. 8 december 2013. http://www.koha.net/?page=1,6,168463.
12. ↑  Rexhepi, B. (18 december 2013). ”Kolgeci: S’më paguan hotelin për asistentin” (på albanska). Panorama. Arkiverad från originalet den 22 december 2013. https://web.archive.org/web/20131222175332/http://www.panorama.com.al/2013/12/18/kolgeci-sme-paguan-hotelin-per-asistentin/.
13. ↑  Mile, Alma (19 december 2013). ”Dy modele dhe një aktore drejtojnë Festivalin e RTSH-së” (på albanska). Panorama. Arkiverad från originalet den 20 december 2013. https://web.archive.org/web/20131220133710/http://www.panorama.com.al/2013/12/19/dy-modele-dhe-nje-aktore-drejtojne-festivalin-e-rtsh-se/.
14. ↑  Nuhiu, Rinor (3 november 2013). ”Albania: Participants for Festivali i Këngës revealed!” (på engelska). Arkiverad från originalet den 6 november 2013. https://web.archive.org/web/20131106071429/http://escxtra.com/2013/11/participants-for-festivali-i-kenges-revealed/.
15. ↑  Brey, Marco (4 november 2013). ”Albania: Dates and line-up for national selection confirmed” (på engelska). EBU. http://www.eurovision.tv/page/news?id=albania_dates_and_line-up_for_national_selection_confirmed.
16. ↑  Qendro, Helio (4 november 2013). ”Albania: Dates change and 16 competing acts revealed” (på engelska). Esctoday. http://www.esctoday.com/69730/albania-dates-change-16-competing-acts-revealed/.
17. ↑  ”Krijimet në konkurim” (på albanska). RTSH. Arkiverad från originalet den 13 december 2013. https://web.archive.org/web/20131213084936/http://www.festivali-rtsh.al/artikull_02.html.
18. ↑  ”Festivali i Këngës në RTSH, edicionin e 52-të vetëm 16 këngë konkurente” (på albanska). Noa. 7 november 2013. Arkiverad från originalet den 15 december 2013. https://web.archive.org/web/20131215224012/http://www.noa.al/artikull/festivali-i-kenges-ne-rtsh-edicionin-e-52-te-vetem-16-kenge-konkurente/377427.html.
19. 1 2  Sahiti, Gafurr (19 december 2013). ”Albania: 3 new Festivali i Këngës hosts announced” (på engelska). Esctoday. http://www.esctoday.com/72549/albania-3-new-festivali-kenges-hosts-announced/.
20. ↑  Mile, Alma (26 december 2013). ”Festivali, nis gara, 16 këngë të reja e të vjetra, në skenë” (på albanska). Panorama. Arkiverad från originalet den 27 december 2013. https://web.archive.org/web/20131227011158/http://www.panorama.com.al/2013/12/26/festivali-nis-gara-16-kenge-te-reja-e-te-vjetra-ne-skene/.